# Campeonato Europeo de Taekwondo de 1978
El II Campeonato Europeo de Taekwondo se realizó en Múnich (RFA) entre el 20 y el 22 de octubre de 1978 bajo la organización de la Unión Europea de Taekwondo (ETU) y la Federación Alemana de Taekwondo.

## Medallistas

### Masculino
| Evento | Oro                           | Plata                      | Bronce                                                                   |
| ------ | ----------------------------- | -------------------------- | ------------------------------------------------------------------------ |
| –48 kg | Manuel López España           | Joaquim Escarmena RFA      | Reinhard Langer · RFA · Tom van Gils · Países Bajos                      |
| –53 kg | Geremia Di Constanzo · Italia | Jesús Benito España        | Hermann Maier · RFA · Ludwig van Dalm · Países Bajos                     |
| –58 kg | Felipe Walino España          | Claus Petersen Dinamarca   | Josef Ascanio · Italia · Herman Hartevelt · Países Bajos                 |
| –63 kg | Hubert Leuchter RFA           | Johan Lapre · Países Bajos | Massimo Mancini · Italia · Detlef Weil · RFA                             |
| –68 kg | Ruben Thijs · Países Bajos    | Karl Wohlfahrt RFA         | Augustin Denit · España · Zísimos Bellos · Grecia                        |
| –74 kg | Rainer Müller RFA             | Bruno Barberio · Italia    | Hans Brugmans · Países Bajos · Helmut Gärtner · RFA                      |
| –80 kg | Richard Schulz RFA            | Tini Dona · Países Bajos   | Vitale Monti · Italia · Gerhard Wiegleb · RFA                            |
| +80 kg | Dirk Jung RFA                 | Uwe Weigel RFA             | Ben Oude Luttikhuis · Países Bajos · Harrie van Nijendaal · Países Bajos |

## Medallero
| Núm. | País         | Oro | Plata | Bronce | Total |
| ---- | ------------ | --- | ----- | ------ | ----- |
| 1    | RFA          | 4   | 3     | 5      | 12    |
| 2    | España       | 2   | 1     | 1      | 4     |
| 3    | Países Bajos | 1   | 2     | 6      | 9     |
| 4    | Italia       | 1   | 1     | 3      | 5     |
| 5    | Dinamarca    | 0   | 1     | 0      | 1     |
| 6    | Grecia       | 0   | 0     | 1      | 1     |
|      | TOTAL        | 8   | 8     | 16     | 32    |